# Jake Forster-Caskey
Jake Dane Forster-Caskey (* 25. April 1994 in Southend-on-Sea) ist ein englischer Fußballspieler. Er steht aktuell bei Stevenage in der dritten englischen Liga, der League One, unter Vertrag.

## Karriere

### Karriere bei Brighton & Hove Albion
Forster-Caskey gehörte seit 2007 dem Nachwuchsbereich von Brighton & Hove Albion an, sein Stiefvater Nicky Forster stand von 2007 bis 2010 im Profikader von Brighton. 2010 erhielt er einen zweijährigen Ausbildungsvertrag (scholarship) und saß am 1. Mai 2010, nicht einmal eine Woche nach seinem 16. Geburtstag, erstmals während eines Pflichtspiels der ersten Mannschaft auf der Ersatzbank. Nachdem er Mitte der Woche im Finalspiel des Sussex Senior Challenge Cups 2010 beim 4:0-Sieg über Bognor Regis Town gleich zwei Tore für das Reserveteam beigesteuert hatte, kam er schließlich am 8. Mai 2010, im Alter von 16 Jahren und 13 Tagen, zu seinem Pflichtspieldebüt für Brighton & Hove Albion. Beim 1:0-Erfolg über Yeovil Town wurde er in der 76. Spielminute für Stürmer Chris Holroyd eingewechselt wurde und löste damit Simon Fox als jüngsten Brighton-Spieler ab.

### Der Weg durch die englischen Nachwuchsauswahlen
Erste internationale Erfahrung sammelte Caskey ab dem Jahre 2009, als er erstmals in die englische U-16-Auswahl berufen wurde. Dabei debütierte er am 15. Oktober 2009 im Victory-Shield-Spiel gegen die Alterskollegen aus Wales (Endstand 1:0). Am Ende des Bewerbs ging die Mannschaft zum wiederholten Mal in Folge als Gewinner des Victory Shield vom Platz. Außerdem wurde Caskey von U-16-Nationaltrainer Kenny Swain in den englischen Nationalkader berufen, der im Jahre 2010 am Turnier von Montaigu teilnahm, einem internationalen U-16-Turnier im französischen Montaigu. Im Laufe des Turniers, in dem Englands U-16 nach gescheitertem Elfmeterschießen den zweiten Platz hinter Portugal erreichte, wurde Caskey lediglich im Eröffnungsspiel gegen Belgiens U-16-Nationalteam eingewechselt.
Rund ein halbes Jahr später wurde er Anfang August 2010 in die U-17-Nationalmannschaft seines Heimatlandes berufen und gab dabei im Nordic Tournament, einem U-17-Jugendturnier, bei einem 5:0-Sieg über die Alterskollegen aus Finnland sein Teamdebüt. Im gleichen Spiel erzielte er als Kapitän der U-17-Auswahl in der 40. Minute den 2:0-Führungstreffer seines Teams. Dabei trat er in die Fußstapfen seines leiblichen Vaters Darren Caskey, der im Jahre 1993 die U-18-Auswahl Englands als Kapitän anführte. Nachdem er im Laufe des Turniers zu weiteren Einsätzen gekommen war, gingen die Engländer schlussendlich als Sieger des Nordic Tournament vom Platz. Noch im gleichen Monat kam er im sogenannten FA International U17 Tournament zu einer Reihe von weiteren U-17-Länderspieleinsätzen. Am Ende des Turniers ging die von John Peacock trainierte Truppe ein weiteres Mal als Sieger vom Platz.

## Erfolge
- Sussex-Senior-Challenge-Cup-Sieger: 2010
- 2. Platz im Turnier von Montaigu: 2010 (mit England U-16)
- Sieger des Nordic Tournament: 2010 (mit England U-17)
- Sieger des FA International U17 Tournament: 2010 (mit England U-17)